# تيسير إدريس
تيسير إدريس (21 شباط 1954-) ممثل فلسطيني من مواليد دمشق عام.

## حياته
ولد في مدينة دوما في ريف دمشق، لأب لجأ من قرية الطيرة في حيفا واستقر في سوريا بعد النكبة وأم لبنانية، نشأ في مخيمات اللجوء بدمشق.
استهواه الحراك المسرحي والفني والثقافي فكانت بداياته الفنية في مسارح المخيمات في مطلع السبعينات ومنها إلى مسارح دمشق، وقدم من خلالها عدداً من الأعمال المسرحية التي تعبر عن معاناة الشعب الفلسطيني تحت وطأة الاحتلال.
في عام 1970 شارك في مسرحية «وجوه عبر الموت» مع المخرج زيناتي قدسية. خضع لدورة إعداد ممثل بإشراف الفنانين يوسف حنا وعبد الله عباسي وفيصل ياسري، ولفتت موهبته انظار يوسف حنا فحثه على متابع تعليمه فحصل على الشهادة الثانوية والتحق بكلية الآداب في جامعة دمشق قسم الجغرافيا.
قدم العديد من الأعمال في المسرح الجامعي مع المخرج الراحل فواز الساجر وجواد الأسدي، الذي نفذ معه أعمالاً عدة في المسرح الفلسطيني، ثم أصبح عضو اللجنة المركزية في المسرح الجامعي في دمشق (1974). إنتسب إلى نقابة الفنانين في سوريا عام 1975. وانتسب عام 1976 إلى المسرح القومي في وزارة الثقافة واصبح موظفاً فيه، وبعد سنة أخذه المخرج فواز الساجر إلى المسرح التجريبي مع سعد الله ونوس، وبعد 13 عام من التنقل بين خشبات المسارح، نصحه أستاذه يوسف حنا بالعمل في التلفزيون فشارك بعدد كبير من الأعمال أبرزها: «البركان» عام 1989 و«أبو كامل» عام 1991 و«الدغري» عام 1992 و«المحكوم» عام 1996 و«حمام القيشاني 4» و«البحث عن صلاح الدين» و«تمر حنة» عام 2001 و«حنين» عام 2002 و«الداية» و«الهروب إلى القمة» عام 2003 و«حاجز الصمت» عام 2005 و«خالد بن الوليد» و«أسياد المال» عام 2006 و«الهاربة» عام 2007 و«الخط الأحمر» و«قمر بني هاشم» عام 2008 و«سفر الحجارة» عام 2009 و«القعقاع بن عمرو التميمي» و«رايات القدس» عام 2010 و«الزعيم» و«الحسن والحسين» عام 2011 و«الولادة من الخاصرة» عام 2013 و«غداً نلتقي» عام 2015 و«الطواريد» عام 2016 و«الإمام» عام 2017 و«رائحة الروح» عام 2018 و«هوا أصفر» و«الكاتب» و«باب الحارة 10» عام 2019.
نفى مغادرته سوريا مع اندلاع الحرب الأهلية السورية وانتقاله للعيش في إحدى الدول الأوربية، مؤكداً أنه بقي في سوريا على الرغم من مغادرة الكثيرين من النجوم السوريين، وأنه لن يغادرها على الإطلاق، وعن سفره إلى أوروبا، قال أن الزيارة كانت شخصية ولا تتعلق بما يحدث في البلد، فهو زار ابنته المقيمة برفقة زوجها وابنها في السويد، وعاد بعد 18 يوماً لأستئاف نشاطاته على الصعيد الفني، وقال: «أنا لم أغادر سوريا أبداً، ولن أغادر البلاد التي ربتنا واحتضنتنا طيلة أيام عمرنا، أكلت وشربت من خيراتها، ولن أتخلى عن العيش والعمل فيها».

## جوائز
نال جائزة أفضل ممثل في «مهرجان دمشق التاسع» عام 1995 عن فيلم «صعود المطر» لعبد اللطيف عبد الحميد.

## أعماله

### المسـرح
- جونو والطاووس
- كانون الثاني
- العادلون
- رحلة حنظلة من الغفلة إلى اليقظة
- ثلاث حكايات - وجوه عبر الموت
- حكاية بلا نهاية
- العائلة توت - ليالي الحصاد
- الزيارة - حرم سعادة الوزير
- عريس بنت السلطان
- المفتش العام
- المهرج
- الرابية
- منسية
- الدراويش يبحثون عن الحقيقة
- الحجاج بن يوسف الثقفي
- جسر آرتا
- في انتظار اليسار
- توباز
- بيت الدمية
- دون كيشوت
- الرجل الذي رأى الموت
- التنكة
- قاضي وادي الزيتون
- أصوات الأعماق
- إيزابيل ثلاثة مراكب ومشعوذ
- أبناء الشمس.
- فتح الأندلس ( بدور لذريق )

### في التلفزيون
- غفلة الأيام[5]
- أيوب الغضب
- حكايا من التاريخ
- البركان
- حمام القيشاني ج 4
- البطرني
- التمر حنة
- قرن الماعز
- عندما يموت الحب
- مقامات بديع الزمان الهمذاني
- البحث عن صلاح الدين
- فرصة عمر
- إبيض أسود رمادي
- يوميات أبو عنتر 1996
- المحكوم
- مذكرات عائلية
- أبو دلامة
- أبو كامل
- الدغري
- عز الدين القسام
- قطوف
- أسياد المال 2006
- هوى بحري
- تاج من شوك 2002
- الواهمون
- القعقاع بن عمرو التميمي (مسلسل) بدور الزبير بن العوام.
- غدا نلتقي 2015
- الشتات
- حاجز الصمت 2005
- الخط الاحمر
- خالد بن الوليد
- الزعيم
- بهلول اعقل المجانين
- ولاد بديعة

### السـينما
- صعود المطر.
- الأبطال يولدون مرتين.